# 布尔根兰州奥伯多夫
布尔根兰州奥伯多夫是奥地利布尔根兰州上瓦特县的一个市镇。总面积9.24平方公里，总人口1102人，人口密度119.3人/平方公里（2001年）。